# Mạc Kính Quang
Mạc Kính Quang (莫敬光) hay Mạc Kính Tiêu (莫敬蕭) hoặc Mạc Kính Hoảng (莫敬晃), là vị vua cuối cùng của Nhà Mạc thời hậu kỳ. Nguyên quán Mạc Kính Quang là người xã Cao Đôi, huyện Bình Hà (nay là thôn Long Động, xã Nam Tân, huyện Nam Sách, tỉnh Hải Dương). Tuy nhiên, ông không được nhắc đến trong sử sách Việt Nam.

## Thân thế
Các tài liệu Việt Nam không nói đến nhân vật này, theo sử nhà Thanh ghi chép thì Mạc Kính Quang là em Mạc Nguyên Thanh (Mạc Kính Hẻ) và là con Mạc Kính Diệu (Các sử gia Việt Nam - Trung Quốc đều thống nhất Mạc Kính Vũ chính là Mạc Kính Diệu). Tháng 6 năm 1661, Thanh Thánh Tổ phong Mạc Kính Diệu chức Quy Hoá tướng quân, đến tháng 12 cùng năm thì phong Mạc Nguyên Thanh chức An Nam đô thống sứ. Cổ sử Việt Nam có nhắc đến việc năm 1683 nhà Thanh trao trả tộc thuộc họ Mạc đứng đầu là Mạc Kính Liêu, sau đó tất cả những người này đều được tha tội, cuối năm đó sứ thần nhà Thanh mang chiếu chỉ sắc phong cho vua Lê Hy Tông làm An Nam quốc vương.

## Vua vô danh
Sau khi Mạc Kính Hẻ (tức Mạc Quý Tông) bị quân Lê - Trịnh đánh bại, các dư đảng nhà Mạc tôn em trai là Mạc Kính Quang lên làm vua. Ông sai sứ sang nhà Thanh cầu phong, được Hoàng đế Khang Hy phong làm An Nam Đô thống sứ.

## Mất nước
Tuy nhiên Kính Quang lại không đặt niên hiệu cho thời kỳ cai trị của mình. Vào thời kỳ này, quân Lê - Trịnh liên tục đánh lên Cao Bằng với quyết tâm "diệt Mạc". Nhưng lúc ấy (1682), chính sự Lê - Trịnh thay đổi. Trịnh Tạc mất, con là Trịnh Căn lên thay. Vừa lên ngôi chúa, Trịnh Căn đã đem đại quân đánh mạnh vào quân Mạc. Quân Mạc đại bại, Mạc Kính Quang phải chạy sang Miến Điện lưu vong.
Sau đó, Kính Quang uống thuốc độc tự sát, chết năm 1683. Nhà Mạc, nếu tính thời hậu kỳ đã tồn tại được 156 năm.
Có thuyết cho rằng Mạc Kính Quang đã thay tên đổi họ thành Nguyễn Hữu Pháp, tự Đạo Thái hiệu Huyền Ân. Do phải che giấu thân phận mà Nguyễn Hữu Pháp đã trốn đi nhiều nơi. Năm 1683 ông đã về ở thôn Chùa, xã Tiên Lữ, huyện Lập Thạch, tỉnh Vĩnh Phúc. Nếu như vậy thì Mạc Kính Quang không tuẫn tiết ở Trung Quốc mà về ở Vĩnh Phúc rồi qua đời ở đó.